# Augustin Semler
Augustin Semler – rumuński piłkarz pięciokrotny reprezentant Rumunii. Był kadrze na Igrzyska Olimpijskie w 1924 w Paryżu, jednakże nie wystąpił w jedynym meczu reprezentacji na igrzyskach. W reprezentacji zadebiutował w meczu z Czechosłowacją w 1924.